# Аугусту Фрагозу
Аугусту Тасу Фрагозу (порт. Augusto Tasso Fragoso; 28 серпня 1869 — 20 вересня 1945) — бразильський військовий і державний діяч, глава військової хунти, що керувала країною у період з 24 жовтня до 3 листопада 1930.

## Життєпис
У 1889 закінчив артилерійське училище, потім навчався у військовій школі, де був учнем Бенжаміна Констана.
У 1918 отримав звання генерала, потім служив начальником штабу сухопутних військ.
У 1930 очолив військову хунту, яка керувала Бразилією за часів революції.
У 1933–1939 був главою Верховного військового суду Бразилії.

## Пам'ять
На честь Аугусту Фрагозу названо муніципалітет Тасу-Фрагозу в штаті Мараньян, заснований в 1964.